# Pornello
Pornello is een dorp (frazione) in Umbrië, gemeente San Venanzo, in de Italiaanse provincie Terni. Het is gelegen in een heuvelachtige omgeving nabij de dorpen San Vito In Monte, La Scarzuola en Frattaguida.
Het Castello di Pornello werd in 1137 voor het eerst genoemd toen het aan de bisschop van Orvieto werd toegewezen. In latere eeuwen heersten diverse families over het kasteel en dorp: de Monaldeschi, de graven van Marsciano, de Dolci, de Polidori en de Manieri. Nazaten van die laatste familie verkochten in 1971-1972 hun bezittingen aan de Italiaanse overheid, die het op zijn beurt in 1980 overdeed aan de regio Umbrië. Later kwam het landgoed in handen van de familie Corneli.
De kerk San Donato is waarschijnlijk in de 14e eeuw gebouwd als parochiekerk voor het kasteel. In 1357 wordt melding gemaakt van een bezoek aan de kerk door bisschop Perotti.